# Последњи човек на Земљи (ТВ серија)
Последњи човек на Земљи (енгл. The Last Man on Earth) је америчка постапокалиптична хумористичка телевизијска серија коју је креирао Вил Форте. Емитована је на телевизијској мрежи Fox од 1. марта 2015. до 6. маја 2018. године. Форте је тумачио главну улогу, док су споредне улоге имали Кристен Шал, Џанјуари Џоунс, Мел Родригез, Клеопатра Колмен и Мери Стинберџен као мала група преживелих.
Серија је емитована у 67 епизода током четири сезоне. Завршила се епизодом са отвореним крајем и требало је да буде настављена у петој сезони, али је отказана недељу дана након завршетка четврте сезоне.

## Радња
Скоро две године након што је смртоносни вирус збрисао већину људске популације, Фил Милер жели само мало друштва, али убрзо добија више него што је очекивао када се то друштво појави у облику других преживелих.

## Улоге
| Глумац           | Улога                       |
| ---------------- | --------------------------- |
| Вил Форте        | Филип Тенди Милер           |
| Кристен Шал      | Керол Ендру Пилбејжан Милер |
| Џанјуари Џоунс   | Мелиса Шарт                 |
| Мел Родригез     | Тод Димас Родригез          |
| Клеопатра Колман | Ерика Данди                 |
| Мери Стинберџен  | Гејл Клостерман             |

## Епизоде
| Сезона | Сезона | Епизоде | Епизоде | Оригинално емитовање | Оригинално емитовање |
| Сезона | Сезона | Епизоде | Епизоде | Премијера            | Финале               |
| ------ | ------ | ------- | ------- | -------------------- | -------------------- |
|        | 1.     | 13      | 13      | 1. март 2015.        | 3. мај 2015.         |
|        | 2.     | 18      | 18      | 27. септембар 2015.  | 15. мај 2016.        |
|        | 3.     | 18      | 18      | 25. септембар 2016.  | 7. мај 2017.         |
|        | 4.     | 18      | 18      | 1. октобар 2017.     | 6. мај 2018.         |